# Nemoria consimilis
Nemoria consimilis är en fjärilsart som beskrevs av W. Warren 1909. Nemoria consimilis ingår i släktet Nemoria och familjen mätare. Inga underarter finns listade i Catalogue of Life.